# Tirathaba
Tirathaba är ett släkte av fjärilar. Tirathaba ingår i familjen mott.

## Bildgalleri

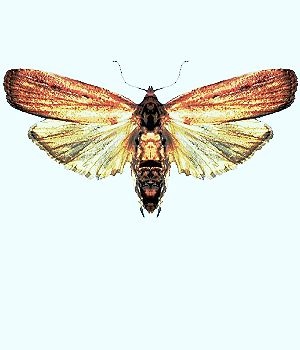
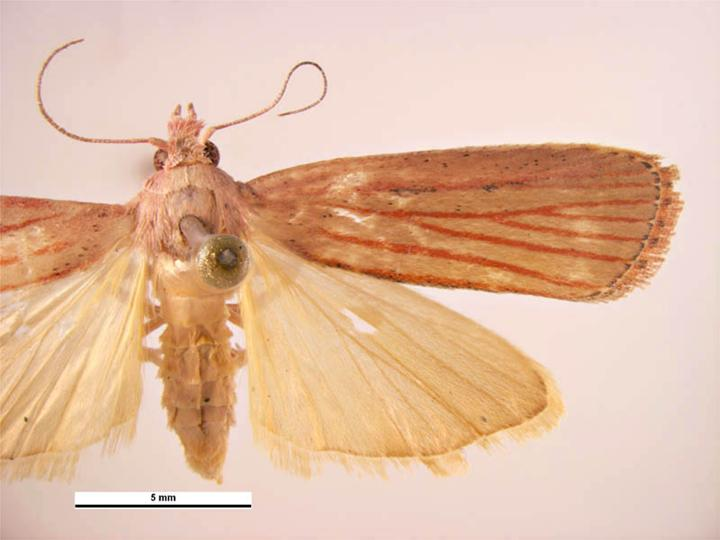
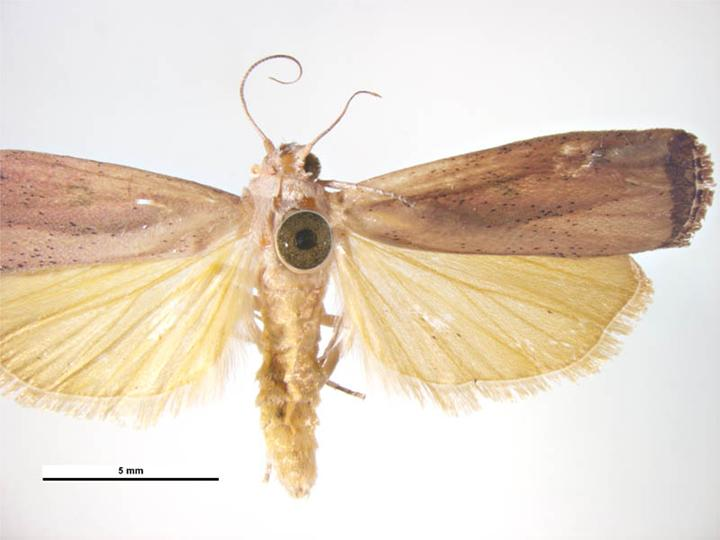
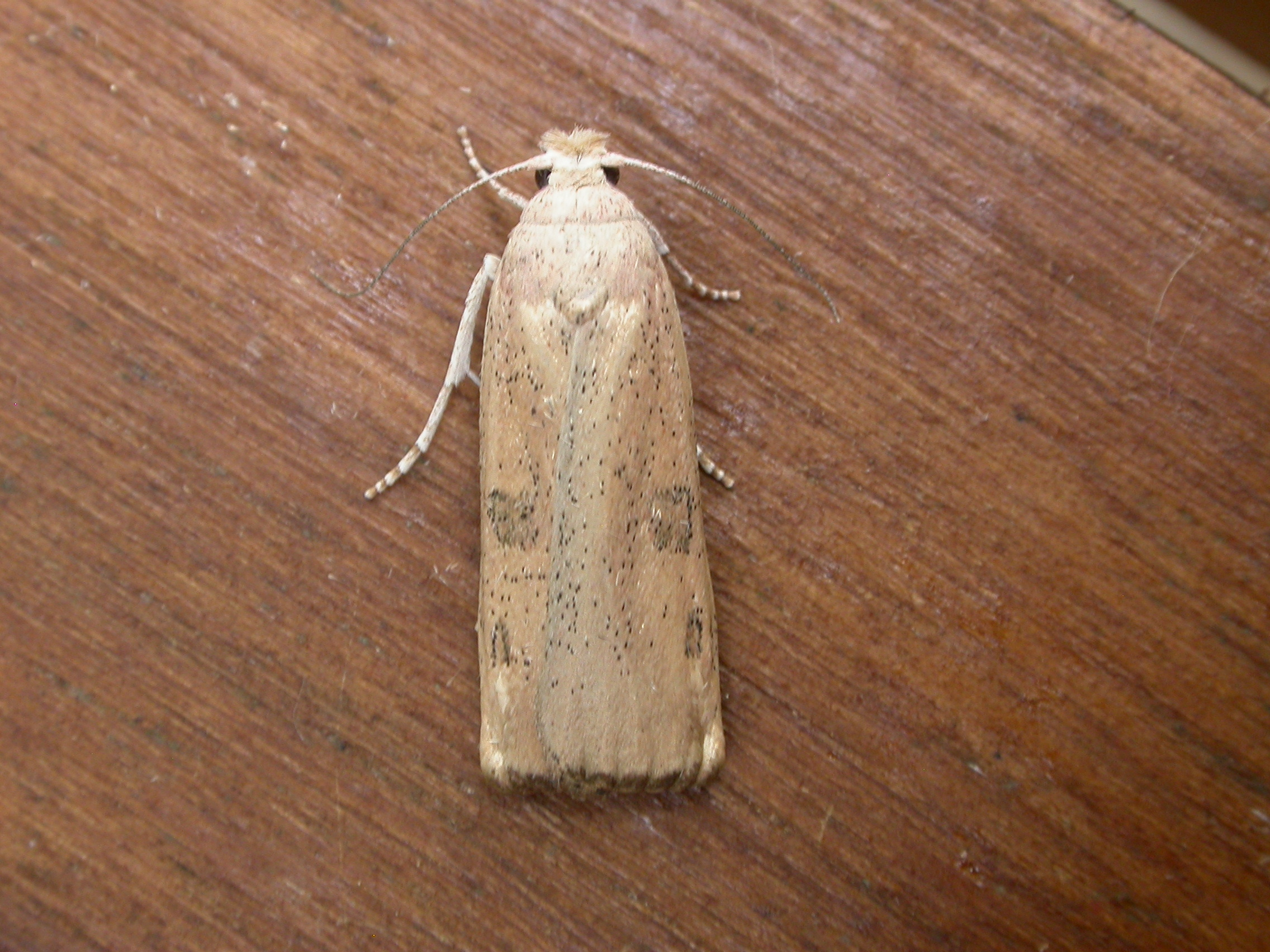
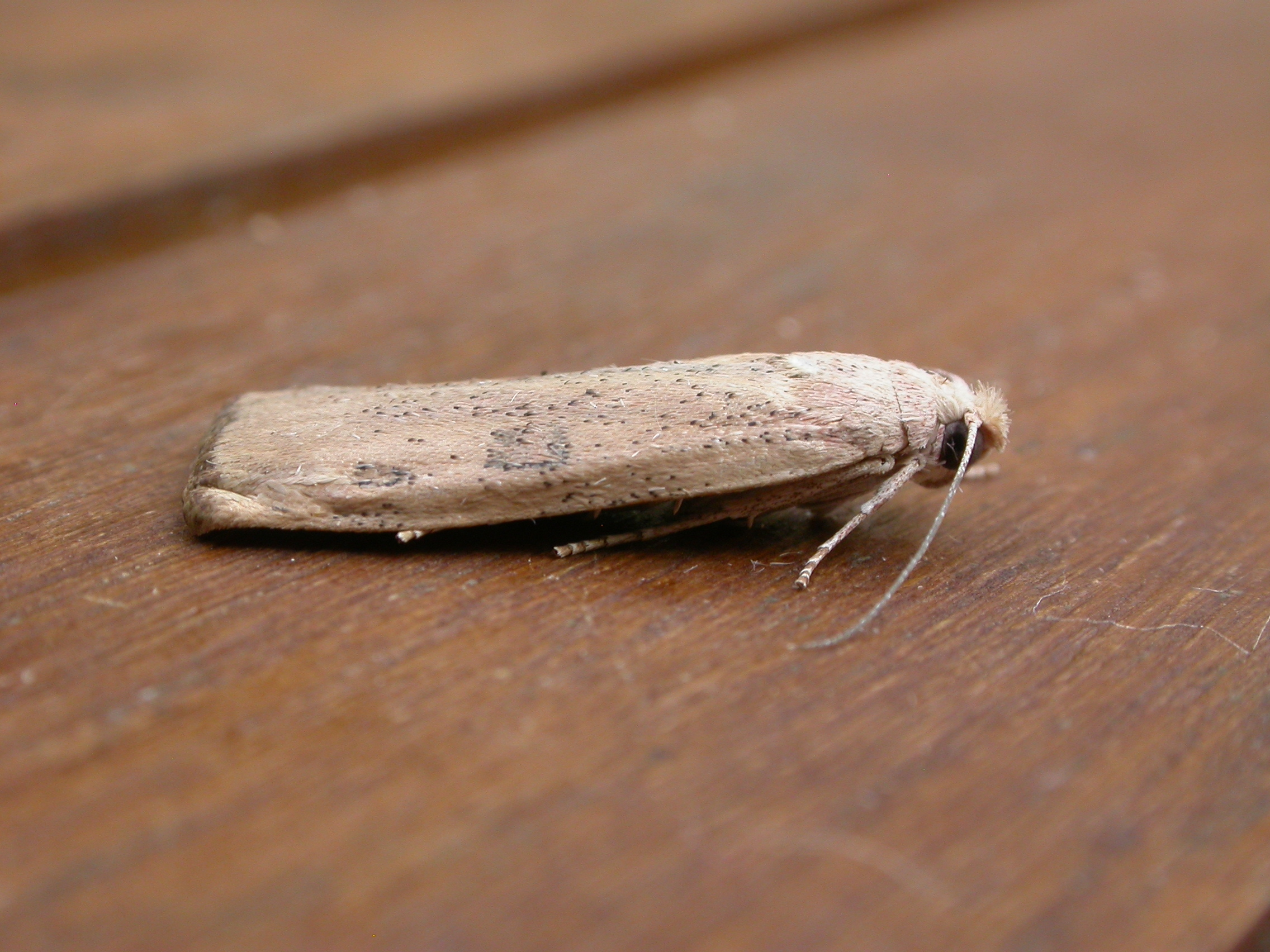

## Dottertaxa tillTirathaba, i alfabetisk ordning[1]
- Tirathaba acrocausta
- Tirathaba acyperella
- Tirathaba albifusa
- Tirathaba albilineata
- Tirathaba aperta
- Tirathaba catharopa
- Tirathaba chlorosema
- Tirathaba citrinoides
- Tirathaba complexa
- Tirathaba cyclophora
- Tirathaba distorta
- Tirathaba epichthonia
- Tirathaba expurgata
- Tirathaba fructivora
- Tirathaba fuscistriata
- Tirathaba fuscolimbalis
- Tirathaba grandinotella
- Tirathaba haematella
- Tirathaba hannoveri
- Tirathaba hepialivora
- Tirathaba ignivena
- Tirathaba irrufatella
- Tirathaba leucospila
- Tirathaba leucotephras
- Tirathaba lolotialis
- Tirathaba maculifera
- Tirathaba microsora
- Tirathaba monoleuca
- Tirathaba mundella
- Tirathaba nitidalis
- Tirathaba pallida
- Tirathaba parasiticus
- Tirathaba pseudocomplana
- Tirathaba purpurella
- Tirathaba rosella
- Tirathaba rufivena
- Tirathaba rufovenalis
- Tirathaba ruptilinea
- Tirathaba tacanovella
- Tirathaba trichogramma
- Tirathaba unicolorella